# افسانه زلدا: پیوندی به گذشته
افسانه زلدا: پیوندی به گذشته (به انگلیسی: The Legend of Zelda: A Link to the Past) یک بازی ویدئویی دو بعدی به سبک اکشن-ماجراجویی است که توسط نینتندو در سال ۱۹۹۱، و در ژاپن برای سوپر ان‌ای‌اس ارائه شد.